# اپلای برد
اپلای برد (انگلیسی: ApplyBoard) یک شرکت فناوری کانادایی در زمینه تحصیل و آموزش است که در سال ۲۰۱۵ میلادی در کانادا تأسیس شده است. این شرکت با استفاده از هوش مصنوعی برای تسهیل درخواست ادامه تحصیلات بعد از دبیرستان خدماتی را در سراسر جهان به متقاضیان ارائه می‌دهد.

## پیشینه
شرکت اپلای برد توسط سه برادر به نام مارتین بصیری، ماسی بصیری و متی بصیری تأسیس شده است که اصالتاً ایرانی هستند. در سال ۲۰۱۸ میلادی این شرکت با ۷۵۰ دبیرستان، مرکز آموزشی و دانشگاه در کانادا و ایالات متحده همکاری داشته است. در سال ۲۰۱۹ میلادی شرکت اپلای برد دارای ۱۷۰ نفر کارمند بود و با ۱۲۰۰ دبیرستان و مؤسسه آموزش عالی در آمریکای شمالی همکاری داشت، ضمن آنکه همان سال دفتر مرکزی شرکت به محل فعلی خود کیچنر، انتاریو منتقل شد.
در سال ۲۰۲۰ میلادی شرک ۵۰۰ نفر را در استخدام خود داشت و همکاری خود را به مؤسسات آموزشی متوسطه و عالی در بریتانیا گسترش داد. فوریه همان سال جو جانسون، رئیس سابق اداره مهارتهای حرفه ای، تحقیقات و نوآوری در وزارت آموزش بریتانیا در سمت رئیس هیئت مشاوران به شرکت پیوست و باز در اکتبر همان سال شرکت آغاز همکاری خود را با مجله آموزش عالی تایمز اعلام کرد.
در ژوئن سال ۲۰۲۱ میلادی ارزش مالی شرکت اپلای برد به ۳٫۲ میلیارد دلار افزایش یافته بود.